# تحليل مؤسسي
التحليل المؤسسي هو جزء من العلوم الاجتماعية يدرس كيف تحكم المؤسسات — أي هياكل وآليات النظام الاجتماعي والشركات - سلوك فردين أو أكثر والعمل وفق القواعد التجريبية لكل منها (القواعد المطبقة غبر الرسمية) والمعايير الاجتماعية) وكذلك القواعد النظرية (القواعد الرسمية والقانون). يتناول هذا المجال كيف يقوم الأفراد والمجموعات بإنشاء المؤسسات وطريقة قيامها بوظائفها وتأثير هذه المؤسسات على المجتمع.
نظرًا لأن التحليل المؤسسي يركز على الدراسة المنهجية للسلوك الجماعي للأفراد في المؤسسات، وأحيانًا ما تتعارض قدرة التحليل المؤسسي على توضيح الأحداث السياسية أو الاجتماعية أو التاريخية مع استخدام نظرية المؤامرة لتوضيح الأحداث المذكورة باستخدام خطة سرية، وغالبًا ما تكون تمويهية عن طريق ائتلافات سرية لعدد قليل من الأفراد ذوي السلطة أو التأثير وليس عن طريق السلوك المؤسسي المنهجي والمنظم والموثق بصورة علنية.

## الاستخدام في مختلف التخصصات العلمية
يستخدم مصطلح التحليل المؤسسي في العديد من التخصصات العلمية ويضم الكثير من المعاني والدلالات.
ويشير التحليل المؤسسي في أحد معانيه إلى المؤسسات الرسمية الفعلية، وكثيرًا ما يشير مصطلح “ التحليل المؤسسي” في العلوم الطبية الحيوية إلى تحليل البيانات القادمة من المؤسسات التي لها تواجد مادي مثل السلطات الصحية وشبكات المستشفيات، وما إلى ذلك. وبالمثل في مجالات التعليم والإدارة العامة ودراسات الحوكمة وعادة ما يشير المصطلح إلى طريقة تنفيذ مجالس إدارة المدارس والوكالات الحكومية للسياسات.
ويشير المعنى الآخر إلى المؤسسات على أنها طرق للتفكير لها تأثير مباشر على السلوك، وبموجب هذا النهج توجد العديد من المتغيرات والاستخدامات للتحليل المؤسسي، ويستخدم في علم الاقتصاد لشرح أسباب عدم توافق السلوكيات الاقتصادية مع نظرية العرض والطلب. وهذه مدرسة فكرية قديمة نسبيًا ترجع جذورها إلى ما قام به خبراء الاقتصاد في أوائل القرن العشرين مثل باريتو، من أبرز الرموز المعاصرة في التحليل المؤسسي في علم الاقتصاد دوغلاس نورث, الذي حصل على جائزة نوبل في الاقتصاد في عام 1993.
كما استخدم علم الاجتماع التحليل المؤسسي منذ نشأته في دراسة كيفية تطور المؤسسات الاجتماعية مثل القوانين أو الأسرة بمرور الزمن، والمنشئ الأساسي لهذا النهج هو إميل دوركايم, وهو أيضًا مؤسس علم الاجتماع كتخصص منفصل.
منذ ثمانينيات القرن العشرين حدثت عمليات تلقيح متبادلة بين التقاليد الاجتماعية والاقتصادية في التحليل المؤسسي، وهناك تركيز جديد على توضيح كيف يمكن للمنظمات والأفراد الذين يتخذون القرارات الاقتصادية والإدارية داخل المنظمات خاصة عن طريق تمحيص العوامل غير العقلانية وغير الاقتصادية وغير النفسية، ونتج عن هذه الحركة ما يعرف باسم التحليل المؤسسي الجديد. يضم النهج المؤسسي الجديد العديد من المتغيرات، وقد حاول أحد هذه المتغيرات تحسين النماذج الاقتصادية على أساس نظرية الخيار العام, ويطلق على أحد تطبيقاتها التحليل المؤسسي والتنمية (IAD) وهو إطار وضعه إلينور أوستروم 2009 الحاصل على جائزة نوبل في الاقتصاد. وتأثر متغير آخر بعلم الاجتماع التنظيمي ويسعى لدمج عمل ماكس ويبر حول العقلية البيروقراطية.
كذلك، توجد المدرسة الفرنسية للتحليل المؤسسي والتي تأثرت بتحليل دوريكام للمؤسسات الاجتماعية والمدرسة الفكرية الأنثروبولوجية التي أنشأها مارسيل موس. وتأثر هذا النهج للتحليل المؤسسي بمفكرين ما بعد البنيوية مثل كورنيليوس كاستورياديس وميشيل فوكو، ويتمثل الاتجاه الرئيسي لهذا النهج في تحديد الأشكال الخفية من السلطة التي تضع السلوكيات والإجراءات التنظيمية.